# Ikhmindi
Ikhmindi är en fornlämning i Egypten.   Den ligger i guvernementet Assuan, i den sydöstra delen av landet, 800 km söder om huvudstaden Kairo. Ikhmindi ligger 186 meter över havet.
Terrängen runt Ikhmindi är platt.  Trakten runt Ikhmindi är nära nog obefolkad, med mindre än två invånare per kvadratkilometer.